# Élections constituantes de 1946 à La Réunion
Les élections constituantes françaises de 1946 se tiennent le 2 juin. Ce sont les deuxièmes élections constituantes, après le rejet du projet de Constitution française du 19 avril 1946 lors du référendum du 5 mai.

## Mode de scrutin
L'assemblée constituante est composée de 586 sièges pourvus pour la plupart au scrutin proportionnel plurinominal suivant la règle de la plus forte moyenne dans chaque département, sans panachage ni vote préférentiel.
Dans l'ancienne colonie et nouveau département (depuis le 26 mars) de La Réunion, deux députés sont à élire dans deux circonscriptions, selon le système uninominal majoritaire à deux tours. 

## Élus
| Député sortant      | Parti | Parti | Député élu ou réélu | Parti | Parti |
| ------------------- | ----- | ----- | ------------------- | ----- | ----- |
| Raymond Vergès      |       | PCF   | Marcel Vauthier     |       | MRP   |
| Léon de Lépervanche |       | PCF   | Raphaël Babet       |       | UDSR  |

## Résultats
Les élections se déroulent dans un climat de fortes tensions, après la mort par balle d'Alexis de Villeneuve candidat du MRP le 25 mai. La présence d'hommes armés dans certains bureaux de vote de Saint-Pierre est aussi constatée.

### Première circonscription
|          | MRP       | Marcel Vauthier  | 19 148 | 62,27  |  |  |
|          | PCF-CRADS | Raymond Vergès * | 11 598 | 37,72  |  |  |
|          |           |                  |        |        |  |  |
| Inscrits | Inscrits  | Inscrits         | 41 080 | 100,00 |  |  |
| Votants  | Votants   | Votants          | 30 991 | 75,55  |  |  |
| Exprimés | Exprimés  | Exprimés         | 30 749 | 99,22  |  |  |

### Deuxième circonscription
|          | RGR-UDSR  | Raphaël Babet         | 26 203 | 52,20  |  |  |
|          | PCF-CRADS | Léon de Lépervanche * | 23 992 | 47,80  |  |  |
|          |           |                       |        |        |  |  |
| Inscrits | Inscrits  | Inscrits              | 67 508 | 100,00 |  |  |
| Votants  | Votants   | Votants               | 50 647 | 75,42  |  |  |
| Exprimés | Exprimés  | Exprimés              | 50 195 | 99,11  |  |  |